# Açor-de-crista
O açor-de-crista ou açor-de-poupa (Accipiter trivirgatus) é uma ave de rapina da Ásia tropical. É aparentada com outras aves de rapina diurnas, como as águias, os abutres (ou buteos) e os tartaranhões, e por isso pertence à família Accipitridae.

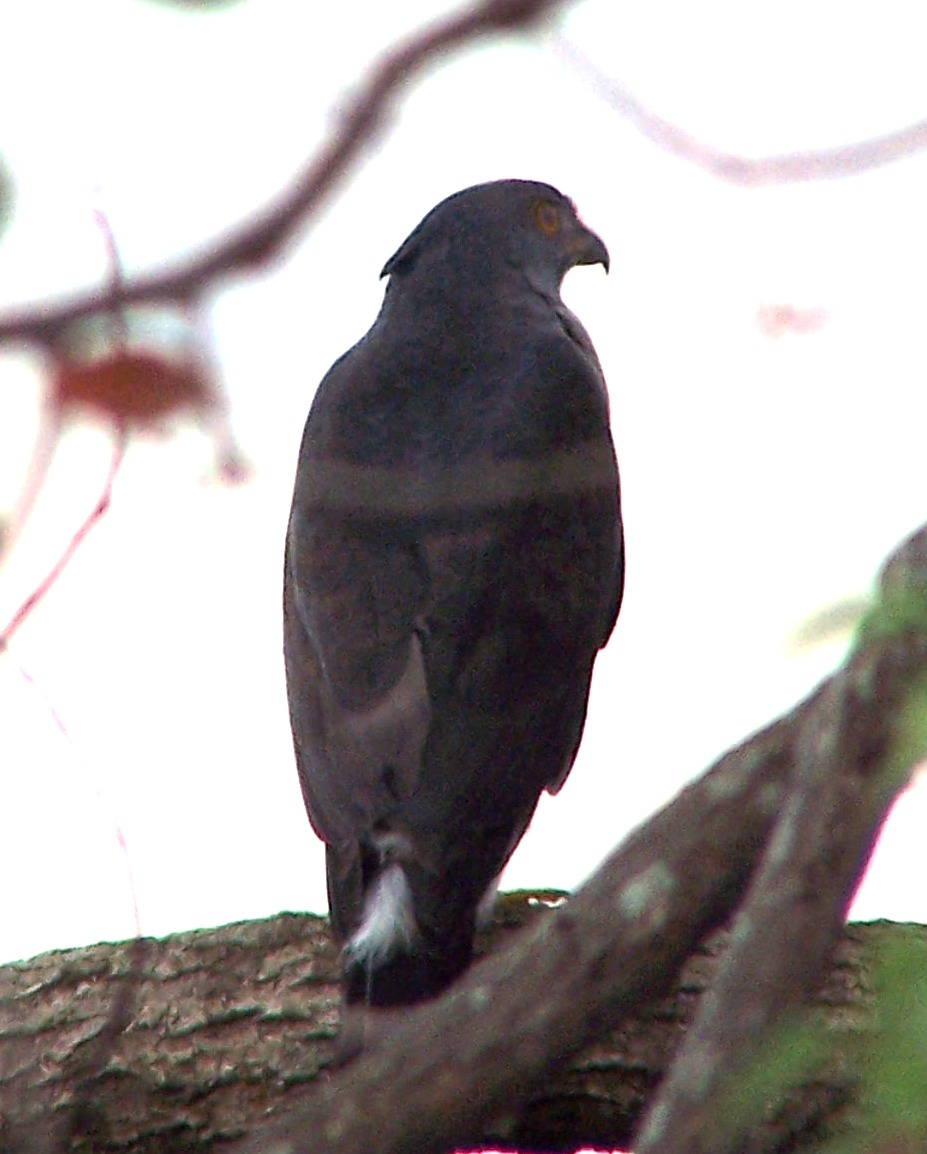
Os adultos são castanho-escuros lisos por cima. Note-se a crista.

## Descrição
Esta ave de rapina tem asas curtas e largas e uma cauda longa, ambas adaptações para manobrar através das árvores. Tem 30 a 46 cm de comprimento, sendo a fêmea muito maior do que o macho. O tamanho maior e uma crista curta, bem visível de perfil, são as melhores distinções em relação ao seu parente, o gavião-besra (A. virgatus).
O macho tem uma coroa castanha escura, os lados da cabeça cinzentos e riscas pretas no bigode e na garganta. A parte inferior pálida apresenta um padrão de estrias rufos no peito e barras no ventre. A fêmea maior tem uma cabeça mais castanha e estrias e barras castanhas na parte inferior. O juvenil tem franjas pálidas nas penas da cabeça e a cor de fundo da parte inferior é mais amarelada do que branca.
O voo é um voo caraterístico semelhante ao de outras espécies de Accipiter, como o açor-nortenho (A. gentilis).

## Alcance e ecologia

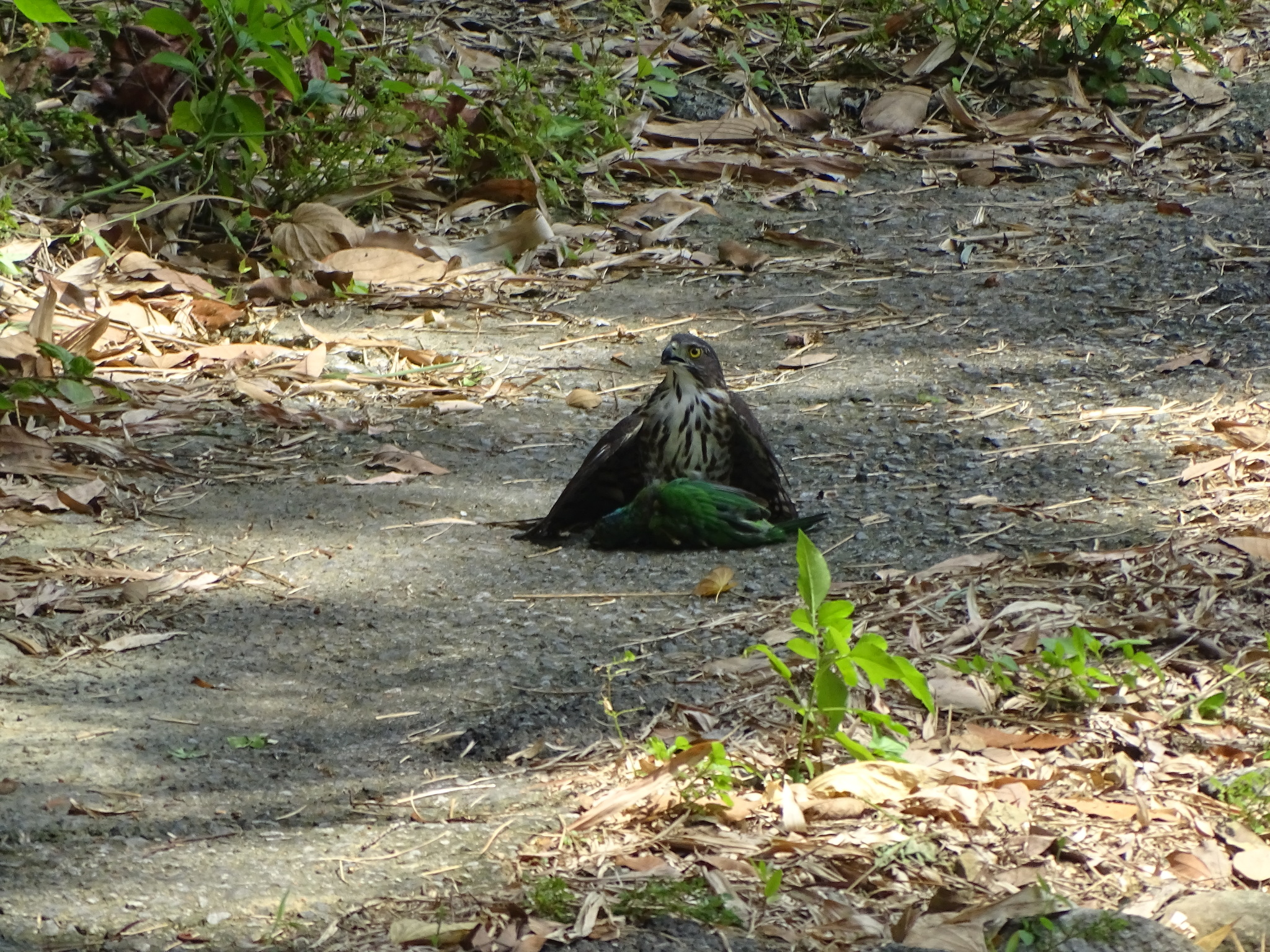
Açor de crista sentado numa calçada

O açor de crista reproduz-se no sul da Ásia, desde a Índia e o Sri Lanka até ao sul da China, Indonésia, Taiwan e Filipinas. É principalmente uma ave de planície, residente durante todo o ano. Mesmo em habitats de terras altas, reside no inverno, por exemplo, no contraforte dos Himalaias no Butão ou na floresta de Sal (Shorea robusta) no distrito indiano de Deradum. Nestas terras, no extremo norte da sua área de distribuição, é, no entanto, geralmente muito rara. Essencialmente, limita-se a zonas tropicais e subtropicais quentes. Na Malásia e em Singapura, há cada vez mais provas de que esta espécie se adaptou à vida nos centros urbanos.
Tal como os seus parentes, esta ave florestal secreta caça aves, mamíferos e répteis na floresta, baseando-se na surpresa quando voa de um poleiro para apanhar a sua presa desprevenida. Constrói um ninho de pau numa árvore e põe dois ou três ovos.
O piolho ischnocerano (Degeeriella storeri) é um parasita desta ave; ainda não é conhecido de nenhuma outra espécie hospedeira. Por outro lado, o Kurodaia fulvofasciata, um piolho amblícero que parasita o açor-de-crista, é amplamente encontrado em aves de rapina em todo o Holártico.
Em Hong Kong, o A. trivirgatus é uma espécie protegida ao abrigo do Wild Animals Protection Ordinance Cap 170. Pode ser encontrado no parque rural de Kam Shan.

## Taxonomia
O açor-de-crista inclui as seguintes subespécies reconhecidas:
- No. indicus (Hodgson, 1836)
- No. formosas - (Mayr, 1949)
- No. penínsulas - (Koelz, 1949)
- No. Layardi (Whistler, 1936)
- No. trivirgatus (Temminck, 1824)
- No. niasensis - (Mayr, 1949)
- No. javanicus - (Mayr, 1949)
- No. microstictus - (Mayer, 1949)
- No. palawanus - (Mayer, 1949)
- No. castroi - (Manuel & Gilliard, 1952)
- No. extimus - (Mayr, 1945)